# Барилович
45°22′ пн. ш. 15°32′ сх. д. / 45.37° пн. ш. 15.54° сх. д.
Барилович (хорв. Barilović) — громада і населений пункт в Карловацькій жупанії Хорватії.

## Населення
Населення громади за даними перепису 2011 року становило 2 990 осіб. Населення самого поселення становило 300 осіб.
Динаміка чисельності населення громади:
Динаміка чисельності населення центру громади:

## Населені пункти
Крім поселення Барилович, до громади також входять:
- Бансько-Село
- Белай
- Белайське Полиці
- Белайські Малинці
- Царево Село
- Цероваць Бариловацький
- Доня Пер'ясиця
- Доній Скрад
- Доній Велемерич
- Гачешко Село
- Горній Полой
- Горній Велемерич
- Кестенак
- Коранська Страна
- Коранський Брієг
- Корансько-Село
- Косієрсько-Село
- Криж Коранський
- Лесковаць Бариловицький
- Лучиця
- Мала Коса
- Малий Козинаць
- Марловаць
- Мауровичі
- Милошеваць
- Мрежниця
- Новий Дол
- Ново-Село-Пер'ясицько
- Орієваць
- Пер'ясиця
- Подвожич
- Понораць-Пер'ясицький
- Потпланинсько
- Сича
- Средній Полой
- Своїч
- Щулаць
- Штирковаць
- Точак-Пер'ясицький
- Великий Козинаць
- Вієнаць-Бариловицький
- Зинаєваць
- Жабляк